# Ескуинапа де Идалго (Ескуинапа)
Ескуинапа де Идалго (шп. Escuinapa de Hidalgo) насеље је у Мексику у савезној држави Синалоа у општини Ескуинапа. Насеље се налази на надморској висини од 18 м.

## Становништво
Према подацима из 2010. године у насељу је живело 30790 становника.

### Хронологија
| Година       | 2000                  | 2005                  | 2010                  |
| ------------ | --------------------- | --------------------- | --------------------- |
| Становништво | 27914 (13924 / 13990) | 28789 (14294 / 14495) | 30790 (15268 / 15522) |

### Попис
| \| \| м \| \| \| ж \| \| 0—2 \| 766 \| \| \| 771 \| \| 3—5 \| 863 \| \| \| 833 \| \| 6—11 \| 1.855 \| \| \| 1.773 \| \| 12—14 \| 872 \| \| \| 888 \| \| 15—17 \| 993 \| \| \| 1.002 \| \| 18—24 \| 2.035 \| \| \| 1.877 \| \| 60+ \| 1.603 \| \| \| 1.779 \| \| Просек : \| 29,5 \| \| \| 30,3 \| |       |  |  |       |
| |       |  |  |       |
| | м     |  |  | ж     |
| 0—2 | 766   |  |  | 771   |
| 3—5 | 863   |  |  | 833   |
| 6—11 | 1.855 |  |  | 1.773 |
| 12—14 | 872   |  |  | 888   |
| 15—17 | 993   |  |  | 1.002 |
| 18—24 | 2.035 |  |  | 1.877 |
| 60+ | 1.603 |  |  | 1.779 |
| Просек : | 29,5  |  |  | 30,3  |

| #   | Индикатор                                                                                        | Вредност |
| --- | ------------------------------------------------------------------------------------------------ | -------- |
| 1   | Становништво од 0 до 2 године                                                                    | 1537     |
| 2   | Мушко становништво од 0 до 2 године                                                              | 766      |
| 3   | Женско становништво од 0 до 2 године                                                             | 771      |
| 4   | Становништво са 3 и више година                                                                  | 28696    |
| 5   | Мушко становништво са 3 и више година                                                            | 14227    |
| 6   | Женско становништво са 3 и више година                                                           | 14469    |
| 7   | Становништво са 5 и више година                                                                  | 27571    |
| 8   | Мушко становништво са 5 и више година                                                            | 13627    |
| 9   | Женско становништво са 5 и више година                                                           | 13944    |
| 10  | Становништво са 12 и више година                                                                 | 23372    |
| 11  | Мушко становништво са 12 и више година                                                           | 11509    |
| 12  | Женско становништво са 12 и више година                                                          | 11863    |
| 13  | Становништво са 15 и више година                                                                 | 21612    |
| 14  | Мушко становништво са 15 и више година                                                           | 10637    |
| 15  | Женско становништво са 15 и више година                                                          | 10975    |
| 16  | Становништво са 18 и више година                                                                 | 19617    |
| 17  | Мушко становништво са 18 и више година                                                           | 9644     |
| 18  | Женско становништво са 18 и више година                                                          | 9973     |
| 19  | Становништво од 3 до 5 година                                                                    | 1696     |
| 20  | Мушко становништво од 3 до 5 година                                                              | 863      |
| 21  | Женско становништво од 3 до 5 година                                                             | 833      |
| 22  | Становништво од 6 до 11 година                                                                   | 3628     |
| 23  | Мушко становништво од 6 до 11 година                                                             | 1855     |
| 24  | Женско становништво од 6 до 11 година                                                            | 1773     |
| 25  | Становништво од 8 до 14 година                                                                   | 4187     |
| 26  | Мушко становништво од 8 до 14 година                                                             | 2113     |
| 27  | Женско становништво од 8 до 14 година                                                            | 2074     |
| 28  | Становништво од 12 до 14 година                                                                  | 1760     |
| 29  | Мушко становништво од 12 до 14 година                                                            | 872      |
| 30  | Женско становништво од 12 до 14 година                                                           | 888      |
| 31  | Становништво од 15 до 17 година                                                                  | 1995     |
| 32  | Мушко становништво од 15 до 17 година                                                            | 993      |
| 33  | Женско становништво од 15 до 17 година                                                           | 1002     |
| 34  | Становништво од 18 до 24 године                                                                  | 3912     |
| 35  | Мушко становништво од 18 до 24 године                                                            | 2035     |
| 36  | Женско становништво од 18 до 24 године                                                           | 1877     |
| 37  | Женско становништво од 15 до 49 година                                                           | 7787     |
| 38  | Становништво са 60 и више година                                                                 | 3382     |
| 39  | Мушко становништво са 60 и више година                                                           | 1603     |
| 40  | Женско становништво са 60 и више година                                                          | 1779     |
| 41  | Однос између мушкараца и жена                                                                    | 98.36    |
| 42  | Становништво од нуле до 14 година                                                                | 8621     |
| 43  | Становништво од 15 до 64 године                                                                  | 19259    |
| 44  | Становништво од 65 година и више                                                                 | 2353     |
| 45  | Просечан број деце                                                                               | 2.58     |
| 46  | Становништво рођено у ентитету                                                                   | 27245    |
| 47  | Мушко становништво рођено у ентитету                                                             | 13562    |
| 48  | Женско становништво рођено у ентитету                                                            | 13683    |
| 49  | Становништво рођено у другом ентитету                                                            | 2820     |
| 50  | Мушко становништво рођено у другом ентитету                                                      | 1343     |
| 51  | Женско становништво рођено у другом ентитету                                                     | 1477     |
| 52  | Становништво од 5 година и више резидентно у ентитету у јуну 2005. године                        | 26351    |
| 53  | Мушко становништво старосног доба од 5 година и више, резидентно у ентитету у јуну 2005. године  | 13043    |
| 54  | Женско становништво старосног доба од 5 и више година, резидентно у ентитету у јуну 2005. године | 13308    |
| 55  | Становништво од 5 година и више које је живело у другом ентитету у јуну 2005. године             | 835      |
| 56  | Мушко становништво старије од 5 година које је живело у другом ентитету у јуну 2005. године      | 389      |
| 57  | Женско становништво старије од 5 година које је живело у другом ентитету у јуну 2005. године     | 446      |
| 58  | Становништво од 3 године и више које говори аутохтони језик                                      | 51       |
| 59  | Мушко становништво старо 3 године и више које говори аутохтони језик                             | 28       |
| 60  | Женско становништво старо 3 године и више које говори аутохтони језик                            | 23       |
| 61  | Становништво од 3 године и више које говори аутохтони језик и не говори шпански језик            | 0        |
| 62  | Мушко становништво старо 3 године и више које говори аутохтони језик и не говори шпански         | 0        |
| 63  | Женско становништво старо 3 године и више које говори аутохтони језик и не говори шпански језик  | 0        |
| 64  | Становништво старо 3 године и више које говори аутохтони језик и шпански                         | 30       |
| 65  | Мушко становништво старо 3 године и више које говори аутохтони језик и шпански                   | 15       |
| 66  | Женско становништво старо 3 године и више које говори аутохтони језик и шпански                  | 15       |
| 67  | Становништво од 5 година и више које говори аутохтони језик                                      | 49       |
| 68  | Становништво од 5 година и више које говори аутохтони језик и не говори шпански језик            | 0        |
| 69  | Становништво од 5 година и више које говори аутохтони језик и говори шпански језик               | 28       |
| 70  | Становништво у домородачким домаћинствима                                                        | 140      |
| 71  | Становништво са ограничењима у активностима                                                      | 1200     |
| 72  | Становништво са ограниченим ходањем или кретањем, горе или доле                                  | 693      |
| 73  | Становници са ограничењима вида, чак и уз кориштење сочива                                       | 260      |
| 74  | Становништво са ограничењима говора, комуникације или конверзације                               | 97       |
| 75  | Становништво са ограниченим слухом                                                               | 115      |
| 76  | Становништво са ограничењима при одевању, купању или јелу                                        | 49       |
| 77  | Становништво са ограничењима у опажању или учењу једноставних ствари                             | 30       |
| 78  | Становништво са менталним ограничењима                                                           | 164      |
| 79  | Становништво без ограничења активности                                                           | 28114    |
| 80  | Становништво од 3 до 5 година које не похађа школу                                               | 710      |
| 81  | Мушко становништво од 3 до 5 година које не похађа школу                                         | 384      |
| 82  | Женско становништво од 3 до 5 година које не похађа школу                                        | 326      |
| 83  | Становништво од 6 до 11 година које не похађа школу                                              | 74       |
| 84  | Мушко становништво од 6 до 11 година које не похађа школу                                        | 49       |
| 85  | Женско становништво од 6 до 11 година које не похађа школу                                       | 25       |
| 86  | Становништво од 12 до 14 година које не похађа школу                                             | 131      |
| 87  | Мушко становништво од 12 до 14 година које не похађа школу                                       | 80       |
| 88  | Женско становништво од 12 до 14 година које не похађа школу                                      | 51       |
| 89  | Становништво од 15 до 17 година похађа школу                                                     | 1513     |
| 90  | Мушко становништво од 15 до 17 година похађа школу                                               | 714      |
| 91  | Женско становништво између 15 и 17 година живота у школи                                         | 799      |
| 92  | Становништво од 18 до 24 године похађа школу                                                     | 1389     |
| 93  | Мушко становништво од 18 до 24 године похађа школу                                               | 722      |
| 94  | Женско становништво од 18 до 24 године похађа школу                                              | 667      |
| 95  | Становништво од 8 до 14 година које не може да чита и пише                                       | 78       |
| 96  | Мушко становништво старосног доба од 8 до 14 година које не може да чита и пише                  | 58       |
| 97  | Женско становништво старосног доби од 8 до 14 година које не може да чита и пише                 | 20       |
| 98  | Становништво од 15 година и више које је неписмено                                               | 824      |
| 99  | Мушко становништво од 15 година и више које је неписмено                                         | 395      |
| 100 | Женско становништво од 15 година и више које је неписмено                                        | 429      |
| 101 | Становништво старо 15 и више година без школовања                                                | 1032     |
| 102 | Мушко становништво старо 15 и више година без школовања                                          | 512      |
| 103 | Женско становништво старо 15 и више година без школовања                                         | 520      |
| 104 | Становништво старосног доба 15 и више година са непотпуним основним образовањем                  | 2624     |
| 105 | Мушко становништво старосног доба од 15 година и више са непотпуном основним образовањем         | 1298     |
| 106 | Женско становништво старосног доба 15 и више година са непотпуном основним образовањем           | 1326     |
| 107 | Становништво старо 15 и више година са комплетним основним образовањем                           | 3030     |
| 108 | Мушко становништво старо 15 година и више са комплетним основним образовањем                     | 1502     |
| 109 | Женско становништво старо 15 и више година са комплетним основним образовањем                    | 1528     |
| 110 | Становништво старосног доба 15 и више година са непотпуним средњим образовањем                   | 1207     |
| 111 | Мушко становништво старосног доба од 15 година и више са непотпуним средњим образовањем          | 658      |
| 112 | Женско становништво старосног доба од 15 година и више са непотпуним средњим образовањем         | 549      |
| 113 | Становништво старо 15 и више година са пуним секундарном образовањем                             | 3724     |
| 114 | Мушко становништво старосног доба од 15 година и више са пуним секундарном образовањем           | 1805     |
| 115 | Женско становништво старосног доба од 15 година и више са пуним секундарном образовањем          | 1919     |
| 116 | Становништво старије од 18 година са постосновним образовањем                                    | 8982     |
| 117 | Мушко становништво старије од 18 година са постосновним образовањем                              | 4419     |
| 118 | Женско становништво старије од 18 година са постосновним образовањем                             | 4563     |
| 119 | Просечна оцена школовања                                                                         | 9.38     |
| 120 | Просечан ниво образовања мушке популације                                                        | 9.33     |
| 121 | Просечан ниво образовања женског становништва                                                    | 9.43     |
| 122 | Економски активно становништво                                                                   | 12424    |
| 123 | Економски активна мушка популација                                                               | 8159     |
| 124 | Економски активна женска популација                                                              | 4265     |
| 125 | Становништво које није економски активно                                                         | 10762    |
| 126 | Мушко становништво које није економски активно                                                   | 3238     |
| 127 | Женско становништво које није економски активно                                                  | 7524     |
| 128 | Запослено становништво                                                                           | 12065    |
| 129 | Запослено мушко становништво                                                                     | 7883     |
| 130 | Запослено женско становништво                                                                    | 4182     |
| 131 | Незапослена популација                                                                           | 359      |
| 132 | Незапослена мушка популација                                                                     | 276      |
| 133 | Незапослена женска популација                                                                    | 83       |
| 134 | Становништво без права на здравствене услуге                                                     | 5942     |
| 135 | Становништво које има право на здравствене услуге                                                | 24197    |
| 136 | Становништво које има право на ИМСС                                                              | 5677     |
| 137 | Становништво које има право на социјално осигурање                                               | 4896     |
| 138 | Становништво које има право на државно социјално осигурање                                       | 101      |
| 139 | Становништво које има право на опште осигурање или здравствено осигурање за нову генерацију      | 13401    |
| 140 | Становништво које је било једном или није било у браку током 12 година и више                    | 8175     |
| 141 | Венчано или уједињено становништво од 12 година и више                                           | 12537    |
| 142 | Становништво које је било у браку или уједињено 12 година и више                                 | 2558     |
| 143 | Становништво са католичком религијом                                                             | 28126    |
| 144 | Протестанти, еванђелисти и библијски следбеници различити од еванђелиста                         | 1337     |
| 145 | Становништво са другим религијама различитим од претходних                                       | 14       |
| 146 | Становништво без религије                                                                        | 434      |
| 147 | Укупно пописаних домаћинства                                                                     | 7419     |
| 148 | Пописна домаћинства на челу са мушкарцима                                                        | 5250     |
| 149 | Пописна домаћинства на челу са женама                                                            | 2169     |
| 150 | Становништво у пописним домаћинствима                                                            | 30217    |
| 151 | Становништво у пописним домаћинствима на челу са мушкарцима                                      | 22226    |
| 152 | Становништво у пописним домаћинствима на челу са женама                                          | 7991     |
| 153 | Укупно домаћинстава                                                                              | 9130     |
| 154 | Укупно насељених домаћинстава                                                                    | 7599     |
| 155 | Укупно приватних кућа                                                                            | 8950     |
| 156 | Насељени приватни домови                                                                         | 7419     |
| 157 | Укупно насељених приватних кућа                                                                  | 7598     |
| 158 | Ненасељене приватне куће                                                                         | 1164     |
| 159 | Појединачна домаћинства за привремену употребу                                                   | 367      |
| 160 | Становници у насељеним приватним кућама                                                          | 30217    |
| 161 | Насељеност станара у приватним становима                                                         | 4.07     |
| 162 | Просечно становника по соби у приватним насељеним домаћинствима                                  | 1.19     |
| 163 | Појединачна домаћинства са подовима од различитих материјала од земље                            | 7043     |
| 164 | Појединачна домаћинства у приземљу                                                               | 318      |
| 165 | Појединачна домаћинства са једном спаваћом собом                                                 | 2769     |
| 166 | Појединачна домаћинства са две спаваће собе и више                                               | 4618     |
| 167 | Појединачна домаћинства са једним собом                                                          | 507      |
| 168 | Појединачна домаћинства са две собе                                                              | 1574     |
| 169 | Појединачна домаћинства са 3 собе и више                                                         | 5300     |
| 170 | Појединачна домаћинства која имају електрично светло                                             | 7330     |
| 171 | Појединачна домаћинства која немају електрично светло                                            | 59       |
| 172 | Појединачна домаћинства која имају водоводну воду у стамбеном простору                           | 5362     |
| 173 | Појединачна домаћинства која немају водоводну воду у стамбеном простору                          | 2010     |
| 174 | Појединачна домаћинства која имају тоалет                                                        | 7104     |
| 175 | Појединачна домаћинства која имају канализацију                                                  | 7071     |
| 176 | Појединачна домаћинства која немају канализацију                                                 | 283      |
| 177 | Појединачна домаћинства која имају електрично светло, довод воде из јавне мреже и канализацију   | 5224     |
| 178 | Појединачна домаћинства без икаквих услова                                                       | 132      |
| 179 | Појединачна домаћинства која имају радио                                                         | 4824     |
| 180 | Појединачна домаћинства која имају телевизор                                                     | 6959     |
| 181 | Појединачна домаћинства која имају фрижидер                                                      | 6666     |
| 182 | Појединачна домаћинства која имају машину за веш                                                 | 5193     |
| 183 | Појединачна домаћинства која имају аутомобил или комби                                           | 2849     |
| 184 | Појединачна домаћинства која имају рачунар                                                       | 1821     |
| 185 | Појединачна домаћинства која имају фиксну телефонску линију                                      | 3202     |
| 186 | Појединачна домаћинства која имају мобилни телефон                                               | 4551     |
| 187 | Појединачна домаћинства која имају приступ интернету                                             | 1428     |
| 188 | Величина локације                                                                                | 9        |